# Spelaeoniscus sahariensis
Spelaeoniscus sahariensis is een pissebed uit de familie Spelaeoniscidae. De wetenschappelijke naam van de soort is voor het eerst geldig gepubliceerd in 1942 door Paulian de Felice.